# Olufsvej
Olufsvej er en ca. 100 meter lang vej på Østerbro, hvor den forbinder Østerbrogade og Øster Allé. Nord for Olufsvej ligger Brumleby.
Olufsvej er opkaldt efter en lokal grundejer, kul- og vinhandleren Oluf Bang Winge (1785-1867), der ejede det trekantede areal mellem Østerbrogade (dengang Strandvejen), Trianglen og Øster Allé.
Vejens bebyggelse består udelukkende af byggeforeningshuse. Den er i sig selv et lille lukket kvarter med mindre selvejerhuse. Her ligger 49 ud af i alt 1.776 byggeforeningshuse. De er opført fra 1874 til 1877. Arkitekten var Frederik Bøttger. Københavns industrialisering krævede arbejderboliger, og det er karakteristisk, at initiativtagerne til Arbejdernes Byggeforening kom fra Burmeister & Wain. Helt op i 1950'erne fandt man blandt beboerne titler som sadelmagere, malermestre, antikvitetshandlere, kontorister, murere, kaffehandlere, m.fl. – altså arbejdere, men i den ”pænere” ende af skalaen. Tilsyneladende var der ingen eller meget få butikker i gaden dengang.
Olufsvej er i modsætning til Brumleby ikke fredet, men er vurderet til højt bevaringsværdig.
Tidligere kaldte Olufvejs unge mænd sig for ”Olerødderne”. Martin Andersen Nexø voksede op i Brumleby, i husrækken tættest mod Olufsvej. Han har i bogen Et lille kræ fra 1932 beskrevet de drabelige kampe blandt drengene fra Brumleby og Olufsvej mod ”Rabarberne”, som var fra Nørrebro. Deres kampsang var:
Brumleby er raske drenge.
Olufsvej er ligeså!
Rabarberne de kryber sammen,
Når de en på tæven få!
De to endehuse ud mod Østerbrogade er pudsige, fordi det ene ligger tættere på gaden end det andet. Det skyldes at Østerbrogade blev udvidet på et tidspunkt og at det ene hus – nr. 1 – blev betragtet som for charmerende til at rive ned. Derfor rager dette længere ud på Østerbrogade end alle andre huse.
- Nr. 2: Her ligger en italiensk ristorante. Her har tidligere Café Oluf ligget. Den var angiveligt[ifølge hvem?] stamværtshus for hele Brumleby.

På de yderste facader er der rester af facadereklamer, bl.a. en ældre reklame for ”skrædderi reparationer omforandringer” (på facaden til hus nr. 4) og ”R. Andersen Vognmand. Olufsvej 5.” (på facaden til nr. 5).
Bag husene er der små fine gårde og haver.
Husene er ikke helt ens. De er forskellige, især i farverne. Men de har alle to etager og skråtag. Der er enkelte træer og bænke i gaden. Gaden er meget stille og utrafikeret, da den er blændet ud mod Østerbrogade. Nogle af husene (fx nr. 36 og 38) hælder faretruende ud mod gaden. Der er kun bevaret ganske få af husene i deres originale farver.
Olufsvej kaldes spøgende for Medievejen, fordi der i dag bor så mange journalister og tv-folk, heriblandt Søren Fauli, Anders Lund Madsen,, Joachim Knop, Jannik Hastrup og Karin Mørch.